# (22945) Schikowski
(22945) Schikowski est un astéroïde de la ceinture principale d'astéroïdes.

## Description
(22945) Schikowski est un astéroïde de la ceinture principale d'astéroïdes. Il fut découvert le 15 octobre 1999 à Socorro (Nouveau-Mexique) par le projet LINEAR. Il présente une orbite caractérisée par un demi-grand axe de 2,30 UA, une excentricité de 0,07 et une inclinaison de 6,1° par rapport à l'écliptique.

## Compléments